# 東海北郵便局
東海北郵便局（とうかいきたゆうびんきょく）は愛知県東海市にある郵便局。民営化前の分類では集配普通郵便局であった。

## 概要
住所：〒476-8799 愛知県東海市荒尾町外山39-1

## 沿革
- 1964年（昭和39年）4月20日 - 愛知上野郵便局として、知多郡上野町に開局[1]。
- 1971年（昭和46年）8月16日 - 東海北郵便局に改称。
- 1986年（昭和61年）8月11日 - 東海市名和町から同市荒尾町に移転。
- 1999年（平成11年） - 外国通貨の両替および旅行小切手の売買に関する業務取扱を開始。
- 2007年（平成19年）10月1日 - 民営化に伴い、併設された郵便事業東海北支店に一部業務を移管。
- 2012年（平成24年）10月1日 - 日本郵便株式会社発足に伴い、郵便事業東海北支店を東海北郵便局に統合。

## 取扱内容
- 郵便、印紙、ゆうパック、内容証明
- 貯金、為替、振替、振込、国際送金、国債、投資信託
- 生命保険、バイク自賠責保険、自動車保険
- ゆうちょ銀行ATM
- 「476-00xx」区域（東海市の北部地域＝おおむね大田川より北側の地域）の集配業務
- ゆうゆう窓口

## 周辺
- 聚楽園公園
  - 聚楽園大仏
  - 東海市役所北出張所
- アピタ東海荒尾店
- フィールホームタウン
- 東海市立上野中学校
- 国道247号（常滑街道）
- 国道302号（名古屋環状2号線）

## アクセス
- 名鉄常滑線 聚楽園駅から徒歩で約10分。
- らんらんバス 「東海北郵便局前」バス停下車すぐ。
- 伊勢湾岸自動車道 東海ICから南東へ約2km。
- 伊勢湾岸自動車道 大府IC、知多半島道路 大府西ICから西へ約2.5km。
- 駐車場あり：13台分。